# 憲慈皇后
憲慈宣聖皇后（越南语：／，？—1369年），姓陳氏（越南语：／），越南陳朝第五代君主陳明宗陳奣的皇后。第七代君主陳裕宗陳暭的母亲。
陳氏本来是惠武大王陳國瑱的長女，与陳明宗是同一个高祖父的兄妹，封为徽聖公主（越南语：／）。大庆十年（1323年）十二月，陳明宗冊封徽聖公主為儷聖皇后（越南语：／）。
开泰六年（1329年）二月十五日，明宗禪位太子陳旺。陳旺即皇帝位为陳憲宗，改元開祐元年，尊明宗为章堯文哲太上皇帝，儷聖皇后為憲慈太上皇后（越南语：／）或者憲慈太上皇后（越南语：／）。陳憲宗驾崩，憲慈皇后亲子、明宗第十子陳暭，即位为陳裕宗。紹豐二年（1342年）七月，尊憲慈皇后為憲慈皇太后（越南语：／）。
紹豐十六年（1356年）十月，憲慈太后遭母丧，製丧服。上皇明宗对太后说：「予其不服此服矣。」当時昭慈太后还在世，明宗所以怎么说。憲慈太后在昭慶寺設法會，發錢施貧民，為上皇祈禱。紹豐十七年（1357年）二月十九日，上皇在保元宫驾崩，廟號明宗，謚号章堯文哲皇帝。憲慈太后放生雜畜，以祈明宗康復，明宗说：「予身不可以猪羊易也。」又对憲慈太后说：「予亡後，汝居聖慈宫，無入山。」明宗死后，太后听從其言，不受佛戒。九月初八日，尊憲慈太后為憲慈太皇太后（越南语：／）。憲慈太后性情仁厚，人称女中堯舜。
大治十二年（1369年）五月二十五日，裕宗驾崩，無嗣。六月十五日，憲慈皇太后派人迎故恭肅大王陈昱的庶子陈日禮即位，改元大定元年。《大越史记全书》说陈日禮是優人楊姜之子，陈昱悅其母美色，納为妾室，楊姜和她已经怀有身孕。生下之后，陈昱养為己子。这时候，太后对群臣说：「陈昱嫡長不得即位，且早棄世，日禮不是他儿子吗。」于是迎立陈日禮，追封陈昱為皇太伯。八月初四日，陈日禮尊憲慈皇太后為憲慈宣聖太皇太后（越南语：／）。憲慈太后后悔立陈日禮。十二月十四日，陈日禮于宫中鴆弑憲慈宣聖太皇太后。
| 憲慈皇后陳氏              |                                |                                             |
| 前任： 順聖皇后陳氏       | 越南陳朝皇后 1323年—1329年     | 繼任： 儀聖皇后陳氏                         |
| 前任： 順聖皇后陳氏       | 越南陳朝太上皇后 1329年—1342年 | 繼任： 无                                   |
| 前任： 昭慈皇后陳氏       | 越南陳朝皇太后 1342年—1357年   | 繼任： 儀聖皇后陳氏                         |
| 前任： 顺圣保慈皇太后陳氏 | 越南陳朝太皇太后 1357年—1369年 | 繼任： 後黎朝：徽嘉静穆温恭柔顺太皇太后阮氏 |